# 奧凱恩冰川
奧凱恩冰川（英語：O'Kane Glacier），是南極洲的冰川，位於維多利亞地的斯科特海岸，全長28公里，流經巴克斯特山，最終在普里斯特利冰川和科納冰川終點對面注入南森冰架北端，現時由南極條約體系管理。